# Kevin McNulty
Kevin McNulty (Penticton, Columbia Británica, 8 de diciembre de 1955) es un actor canadiense que ha aparecido en numerosas películas y producciones televisivas de ciencia ficción.

## Filmografía
- Testigo accidental, con Gene Hackman
- Stay Tuned, con John Ritter y Pam Dawber.
- The Man Who Couldn't Die (1995), con Roger Moore y Nancy Allen.
- Supervolcán (2005)
- Fantastic Four (2005), como Jimmy O'Hoolihan, basada en el cómic Marvel.
- Snakes on a Plane (2006), con Samuel L. Jackson.
- Fantastic 4: Rise of the Silver Surfer (2007), basada en el cómic Marvel.
- The Uninvited (2009), con Emily Browning.
- Watchmen (2009).